# Совет трёх огней
Совет трёх огней (англ. Council of Three Fires), или Niswi-mishkodewin на языке оджибве — длительный (с XVIII века) племенной союз трёх алгонкинских народов: оджибве («старший брат» или «хранители веры»), оттава («средний брат» или «хранители ремесла») и потаватоми («младший брат» или «хранители огня»). От имени Совета заключён ряд долговременных договоров с правительствами США и Великобритании (как суверена Канады), многие из которых действуют до настоящего времени.
Хотя совет стремился поддерживать мирные отношения с соседними племенами, иногда случались войны. Из индейских народов противниками Совета обычно были ирокезы и сиу. Во время Семилетней войны Совет воевал против Великобритании, а во время Северо-западной индейской войны или Англо-американской войны 1812 г. — на стороне Великобритании против США.
После образования США в 1776 году Совет стал ключевым членом Конфедерации западных озёр (известной также как Конфедерация Великих озёр) вместе с вайандотами, алгонкинами, ниписсингами, сауками, фоксами и другими.